# Costantino Rocca
Pour les articles homonymes, voir Rocca.
Costantino Rocca, né le 4 décembre 1956 à Bergame, est un golfeur italien.

## Biographie
Le plus grand moment de sa carrière se situe lors de la 124e édition de l'Open britannique, en 1995, où il réalise un putt de 65 pieds, soit près de 20 mètres, pour contraindre John Daly à disputer un playoff. Lors de celui-ci, disputé sur quatre trous, il termine à quatre coups de Daly.
Vainqueur de deux éditions de la Ryder Cup avec l'équipe européenne, en 1995 et 1997, après une première expérience en 1993, il figure parmi les six golfeurs de l'histoire de la compétition à avoir réussi un trou en un. il réussit ce coup lors d'une partie de foursome de l'édition de 1995 disputée à Oak Hill aux États-Unis.

## Hommage
Le 7 mai 2015, en présence du président du Comité national olympique italien (CONI), Giovanni Malagò, a été inauguré  le Walk of Fame du sport italien dans le parc olympique du Foro Italico de Rome, le long de Viale delle Olimpiadi. 100 tuiles rapportent chronologiquement les noms des athlètes les plus représentatifs de l'histoire du sport italien. Sur chaque tuile figure le nom du sportif, le sport dans lequel il s'est distingué et le symbole du CONI. L'une de ces tuiles lui est dédiée .

## Palmarès

### Ryder Cup
- Victoire en 1995, 1997
- Participation en 1993
- 6 victoires, 5 défaites, 0 nuls

### Circuit Européen
- 1993 Open de Lyon, Peugeot Open de France
- 1996 Volvo PGA Championship
- 1997 European Masters
- 1999 West of Ireland Golf Classic

## autres victoires
- 1984 National Omnium
- 1985 Enichem Open, National Omnium
- 1986 Pinetina Open, National Omnium
- 1987 Index Open, National Omnium
- 1988 Rolex Pro-Am (Suisse), National Omnium
- 1989 National Omnium

Tous ces tournois ont lieu en Italie

### Compétitions par équipes
- Alfred Dunhill Cup : 1986, 1987, 1989, 1991, 1992, 1996, 1999
- Coupe du monde : 1988, 1990, 1991, 1992, 1993, 1994, 1995, 1996, 1998, 1999
- Hennessy Cognac Cup: 1984
- Europcar Cup: 1988